# مطار برداي زوغرا
مطار برداي زوغرا (إيكاو: FTTZ) هو مطار عام/عسكري مشترك يقع بالقرب من برداي، في إقليم تيبستي في تشاد.

## روابط خارجية
- سجل مطار برداي زوغرا في Landings.com